# غريغ إينغليز
غريغ إينغليز (بالإنجليزية: Greg Inglis)‏ هو لاعب دوري الرغبي أسترالي، ولد في 15 يناير 1987 في كيمبسي في أستراليا.

## وصلات خارجية
- الموقع الرسمي